# Derartu Tulu
Derartu Tulu (ዻራርቱ ቱሉ) née le 21 mars 1972 à Bekoji, est une athlète éthiopienne. Première femme africaine noire à remporter un titre olympique, elle est également la première à remporter deux titres sur la distance du 10 000 m. Elle a remporté un titre mondial, trois titres de championne du monde de cross-country et le marathon de Londres.
Elle est la cousine de Tirunesh Dibaba.

## Biographie
Née dans le même village que Kenenisa Bekele, cette jeune fille de l'ethnie oromo fait ses premiers pas sur la scène internationale lors des championnats du monde de cross-country. Bien que toujours juniore, elle participe aux épreuves séniores où elle termine à la 23e place lors des mondiaux 1989 de Stavanger.
Chez les séniores, elle remporte ses premiers titres dès la saison 1990 où elle remporte le 3 000 m et le 10 000 m des championnats d'Afrique disputés au Caire. Cette même saison, elle remporte le titre mondial junior du 10 000 m à Plovdiv.
La saison suivante, elle remporte la médaille d'argent aux mondiaux de cross 1991 à Anvers. Lors de la saison estivale, elle participe aux championnats du monde 1991 de Tokyo. Lors du 10 000 m, elle est la seule à suivre l'Écossaise Liz McColgan avant de craquer à trois tours de la fin pour terminer à une huitième place.
La saison suivante, elle remporte de nouveau les deux titres du 3 000 m et le 10 000 m des championnats d'Afrique. 
Elle participe ensuite à ses premiers Jeux olympiques à Barcelone. Lors de la finale du 10 000 m, la Britannique McColgan mène le début de course avant que la sud-africaine Elana Meyer la dépasse pour accélérer au septième kilomètre. Tulu rejoint la Sud-Africaine et reste dans son sillage. À un tour de l'arrivée, Tulu, dotée d'une formidable pointe de vitesse, accélère pour décramponner son adversaire et terminer en tête, devançant Meyer de trente mètres. Tulu devient la première africaine noire à remporter un titre olympique,. Mais c'est surtout ce qui se passe après la ligne d'arrivée franchie qui marque les esprits : Elana Meyer félicite Derartu Tulu et les deux femmes tombent dans les bras l'une de l'autre. Bien qu'arrivée deuxième, Elana Meyer l'accompagne ensuite pour son tour d'honneur, chacune drapée dans le drapeau de son pays, à certains moments elles se tiennent même par la main.  C'est d'autant plus symbolique qu'une femme noire soit unie à une femme blanche sud-africaine alors que l'Afrique du Sud retrouve les Jeux olympiques après son bannissement en raison de l'apartheid. 
Elle termine sa saison par un nouveau doublé lors de la Coupe du monde disputée à La Havane.
Blessée, elle ne participe pas à la saison suivante, puis ne participe à aucune compétition importante la saison suivante. Lors de l'hiver 1995, elle remporte aisément le mondial de cross 1995. Son objectif de la saison estivale est le championnat du monde de Göteborg. La course, menée par la Portugaise Fernanda Ribeiro, voit disparaitre les autres coureuses pour laisser Tulu et Ribeiro se retrouver seules. Bien que l'Éthiopienne essaye de faire la différence dans le dernier virage, Ribeiro résiste et remporte le titre,.
La saison suivante, elle finit 4e du 10 000 m des Jeux olympiques d'Atlanta. 
En 1997, elle remporte un second titre mondial de cross-country. Après une première expérience sur marathon, terminée à la cinquième place lors du marathon de Boston, elle échoue à une onzième place lors de sa demi-finale des mondiaux d'Athènes. 
Sa carrière en athlétisme est mise en sommeil, Tulu mettant au monde son premier enfant, une fille prénommée Tsion. 
Sa performance d'Athènes la convainc de privilégier une carrière sur route, ce qu'elle fait lors de son retour en 1999. Elle fait toutefois un retour sur les pistes lors de la saison 2000. Elle participe à ses troisièmes Jeux olympiques, lors des jeux de Sydney. La course est très rapide et elle triomphe de sa compatriote Gete Wami. Son temps, de 38 secondes inférieur à son meilleur temps sur la distance, est un nouveau record d'Afrique et record olympique,. Elle devient la première femme à remporter deux titres olympiques sur la distance.
La saison suivante, elle remporte son premier titre majeur en marathon en remportant le marathon de Londres. Lors de la saison estivale, elle remporte son premier titre mondial lors du 10 000 m des mondiaux d'Edmonton en triomphant au sprint de sa compatriote Berhane Adere de quatre centièmes.
Sa saison 2002 est principalement consacrée aux courses sur routes. De même, la saison suivante, elle dispute des épreuves sur route, terminant dixième au marathon de Londres, et des épreuves sur piste où ses meilleurs résultats sont une victoire lors du Mémorial Van Damme de la Golden League 2003 et une seconde place lors des finales mondiales de l'athlétisme.
Elle dispute une nouvelle fois les jeux lors des jeux d'Athènes. Lors de la finale, trois éthiopiennes, Tulu, Ejegayehu Dibaba et Werknesh Kidane, sont opposées à la Kényane Lornah Kiplagat et la Chinoise Wang Junxia dans les derniers tours. Cette dernière s'échappe pour remporter l'or, laissant les Éthiopiennes se disputer les deux médailles suivantes. Tulu prend la troisième place derrière sa cousine Dibaba. La saison suivante, en 2005, elle termine à la quatrième place des mondiaux d'Helsinki. Après avoir donné naissance à une deuxième fille, par césarienne, elle se bat pendant quelques années pour retrouver sa meilleure forme, mais elle veut revenir en compétition.  En 2009, elle remporte  successivement un demi-marathon à Philadelphie, puis le marathon de New York. À 37 ans, elle est première éthiopienne à gagner cette course, étant un moment distancée puis remontant en tête de course, accompagnée de Paula Radcliffe qui termine à la quatrième place. 
Elle prépare sa reconversion en utilisant les gains obtenus pour acquérir un hôtel.
Elle est nommée présidente par intérim de la Fédération éthiopienne d'athlétisme en 2018 avant d'être confirmée à ce poste en 2020.

## Palmarès
| Année | Compétition                            | Lieu               | Épreuve       | Résultat    | Temps             |
| ----- | -------------------------------------- | ------------------ | ------------- | ----------- | ----------------- |
| 1989  | Championnats du monde cross-country    | Stavanger          |               | 23e         | 23 min 29         |
| 1990  | Championnats du monde cross-country    | Aix-les-Bains      |               | 15e         | 19 min 53         |
| 1990  | Championnats d'Afrique                 | Le Caire           | 3 000 m       | 1re         | 9 min 11 s 21     |
| 1990  | Championnats d'Afrique                 | Le Caire           | 10 000 m      | 1re         | 33 min 37 s 82    |
| 1990  | Championnats du monde junior           | Plovdiv            | 10 000 m      | 1re         | 32 min 56 s 26    |
| 1991  | Championnats du monde cross-country    | Anvers             |               | 2e          | 20 min 27         |
| 1991  | Championnats du monde                  | Tokyo              | 3 000 m       | 5e          | 9 min 01 s 04     |
| 1991  | Championnats du monde                  | Tokyo              | 10 000 m      | 8e          | 32 min 16 s 55    |
| 1992  | Championnats d'Afrique                 | Belle Vue Mauricia | 3 000 m       | 1re         | 9 min 01 s 12     |
| 1992  | Championnats d'Afrique                 | Belle Vue Mauricia | 10 000 m      | 1re         | 33 min 38 s 97    |
| 1992  | Coupe du monde                         | La Havane          | 3 000 m       | 1re         | 9 min 05 s 89     |
| 1992  | Coupe du monde                         | La Havane          | 10 000 m      | 1re         | 33 min 38 s 97    |
| 1992  | Jeux olympiques                        | Barcelone          | 10 000 m      | 1re         | 31 min 06 s 02    |
| 1995  | Championnat du monde de cross-country  | Durham             |               | 1re         | 20 min 21         |
| 1995  | Championnats du monde                  | Göteborg           | 10 000 m      | 2e          | 31 min 08 s 10    |
| 1996  | Jeux olympiques                        | Atlanta            | 10 000 m      | 4e          | 31 min 10 s 46    |
| 1997  | Championnat du monde de cross-country  | Turin              |               | 1re         | 20 min 53         |
| 1997  | Championnats du monde                  | Athènes            | 10 000 m      | demi-finale | 33 min 25 s 99    |
| 1999  | Championnats du monde de semi-marathon | Palerme            | semi-marathon | 14e         | 1 h 11 min 33     |
| 2000  | Championnats du monde cross-country    | Vilamoura          |               | 1re         | 25 min 42         |
| 2000  | Jeux olympiques                        | Sydney             | 10 000 m      | 1re         | 30 min 17 s 49 RO |
| 2001  | Marathon de Londres                    | Londres            | marathon      | 1re         | 2 h 23 min 57     |
| 2001  | Championnats du monde                  | Edmonton           | 10 000 m      | 1re         | 31 min 48 s 81    |
| 2003  | Finale mondiale de l'athlétisme        | Monaco             | 5 000 m       | 2e          | 14 min 56 s 93    |
| 2004  | Championnats du monde cross-country    | Bruxelles          | cross-country | 16e         | 28 min 39         |
| 2004  | Jeux olympiques                        | Athènes            | 10 000 m      | 3e          | 30 min 26 s 42    |
| 2005  | Championnats du monde de semi-marathon | Edmonton           | semi-marathon | 15e         | 1 h 12 min 12     |
| 2005  | Championnats du monde                  | Helsinki           | Marathon      | 4e          | 2 h 23 min 30     |
| 2009  | Marathon de New York                   | New York           | Marathon      | 1er         | 2 h 28 min 52     |

RO : Record olympique